# Rhode Island zászlaja
Rhode Island zászlaján egy vasmacska látható, melyet tizenhárom aranyszínű csillag vesz körbe. A horgony alatt megjelenő mottó – Hope, azaz „Remény(kedj)” – Rhode Island pecsétjein 1664 óta szerepel. A csillagok a tizenhárom államot jelképezi.